# Grete Wiesenthal
Grete Wiesenthal   (Viena, 9 de desembre de 1885 - Viena, 22 de juny de 1970) va ser ballarina, actriu, coreògrafa i professora de dansa austríaca. Va transformar el vals vienès d'un element bàsic del saló de ball en una dansa extasiat.

## Adolescència
Grete Wiesenthal va néixer a Viena el 1885, filla del pintor Franz Wiesenthal i de la seva dona Rosa nee Ratkovsky. Tenia cinc germanes i un germà. Als deu anys es va incorporar a l'escola de ballet de l'Òpera de la cort a Viena, igual que la seva germana Elsa, i del 1901 al 1907 hi va treballar com a ballarina. El 1907, Gustav Mahler li va donar el paper principal de 'Fenella' a La Muette de Portici.

## Carrera
Wiesenthal va considerar que no hi havia art a l'Opera de la Cort i va desenvolupar el seu propi enfocament sobre el vals vienès de Strauss i els vals de Chopin, vinculat al grup d'artistes i innovadors de la Secessió de Viena. La seva dramàtica i extàtica coreografia de la dansa amb "moviment giratori, eufòric i arcs suspesos del cos", els ballarins "amb els cabells sense lligar i els vestits oscil·lants", la van convertir en una figura cabdal en la dansa austríaca. Va anomenar el seu enfocament "ball esfèric", que consistia a girar i estendre el tors, els braços i les cames sobre un eix horitzontal, a diferència de les rotacions més verticals dels seus contemporanis Isadora Duncan i Ruth Saint Denis, que també eren admirats en aquella època a Viena. La filatura va ser un element fonamental en la seva dansa. L'historiador de la cultura Alys X. George va dir que aquesta transformació del vals vienès des de l'estàndard de la sala de ball a una forma d'art d'avantguarda a l'aire lliure va electrificar la ciutat.
El 1908, Wiesenthal va dirigir les seves germanes Berta i Elsa al Cabaret Fledermaus de Viena, destacant el seu "Donauwalzer" en solitari a "On the Beautiful Blue Danube" de Johann Strauss II. Es van traslladar a Berlín, treballant-hi fins al 1910 al "Deutsches Theatre". Van fer gires tant a Alemanya com internacionalment, portant la seva dansa a Múnic (Artist's Theatre, 1909) Londres (Hipòdrom 1909), París (Théâtre du Vaudeville), i Nova York (1912, Winter Theatre) on van ser molt rebuts. Els crítics van comentar repetidament la seva delicadesa de moviment, encant i feminitat. Tanmateix, la principal ballarina Jolantha Seyfried, que va ballar les obres de Wiesenthal a finals del segle xx, va assenyalar que els petits moviments eren menys adequats per al gran escenari de l'Òpera Estatal de Viena.
Després d'una pausa en la seva carrera durant la Primera Guerra Mundial, va obrir la seva pròpia escola de dansa el 1919. El 1927 va prendre el paper principal del seu propi ballet Der Taugenichts a Viena ("El Ne'er-Do-Well a Viena") a l'Òpera Estatal de Viena. Va continuar fent espectacles de dansa a Viena i de gira. Les seves actuacions en tornar a Nova York el 1933, però, semblaven datades per a la crítica. El 1934 es va convertir en professora a l'Acadèmia de Música i Arts Escèniques de Viena i el 1945 es va convertir en directora de dansa artística allà.

## Vida familiar i llegat
Wiesenthal es va casar amb Erwin Lang el juny de 1910, divorciant-se el 1923. Es va casar amb el metge suec Nils Silfverskjöld aquell mateix any, divorciant-se el 1927. Va tenir un fill, Martin.
Està enterrada al cementiri central de Viena. És "venerada" a Àustria com a pionera de la dansa moderna, on la seva coreografia va veure un renaixement de finals del segle xx. El 2020, Gunhild Oberzaucher-Schüller va descriure el seu ball a Tanz.at com "sempre present". El 1981, un carrer del barri Favoriten de Viena va rebre el seu nom de Wiesenthalgasse.

## Treballs
Ballet
- 1908: Der Geburtstag der Infantin (Música de Franz Schreker)
- 1916: Die Biene (Música de Clemens von Franckenstein)
- 1930: Der Taugenichts von Wien (Música de Franz Salmhofer)

Llibres
- 1919: Der Aufstieg ("The Climb", Autobiografia)
- 1951: Iffi: Roman einer Tänzerin ("Iffi: A Dancer's Novel")[2]

Filmografia
- 1913: Das fremde Mädchen (Den okända)
- 1914: Die goldene Fliege
- 1914: Erlkönigs Tochter
- 1914: Kadra Sâfa
- 1919: Der Traum des Künstlers